# Duomo di Naumburg

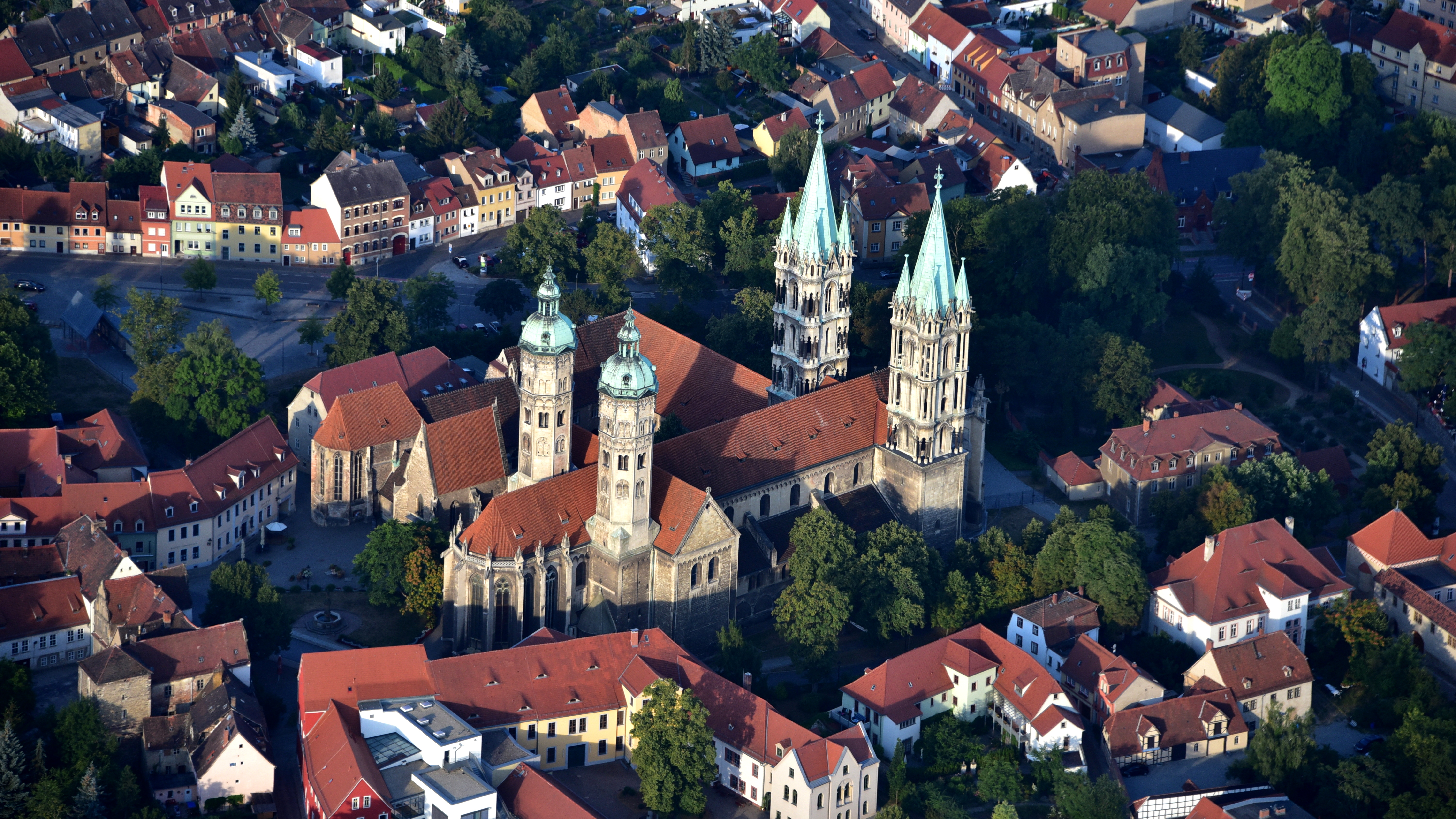
Veduta aerea della cattedrale

Il duomo dei Santi Pietro e Paolo (in tedesco: Dom St. Peter und Paul) è il duomo della città tedesca di Naumburg, in Sassonia-Anhalt. Fino alla Riforma protestante era sede episcopale cattolica, poi Nicolas von Amsdorf nel 1542 vi instaurò il culto luterano e tutt'oggi è la principale chiesa luterana-evangelica della città.
È situata nel luogo dell'antica cattedrale, datata XI secolo e per gran parte XIII secolo. Lo stile è tardo romanico sassone, mentre il coro occidentale, datato XIII secolo, è in stile gotico. Il duomo è conosciuto perché vi sono varie statue risalenti alla metà del Duecento, tra cui quella di Uta di Naumburg, opera del maestro di Naumburg.
Il duomo è inserito nell'itinerario Culturale del Consiglio d'Europa Transromanica.

## Storia

### L'antica cattedrale

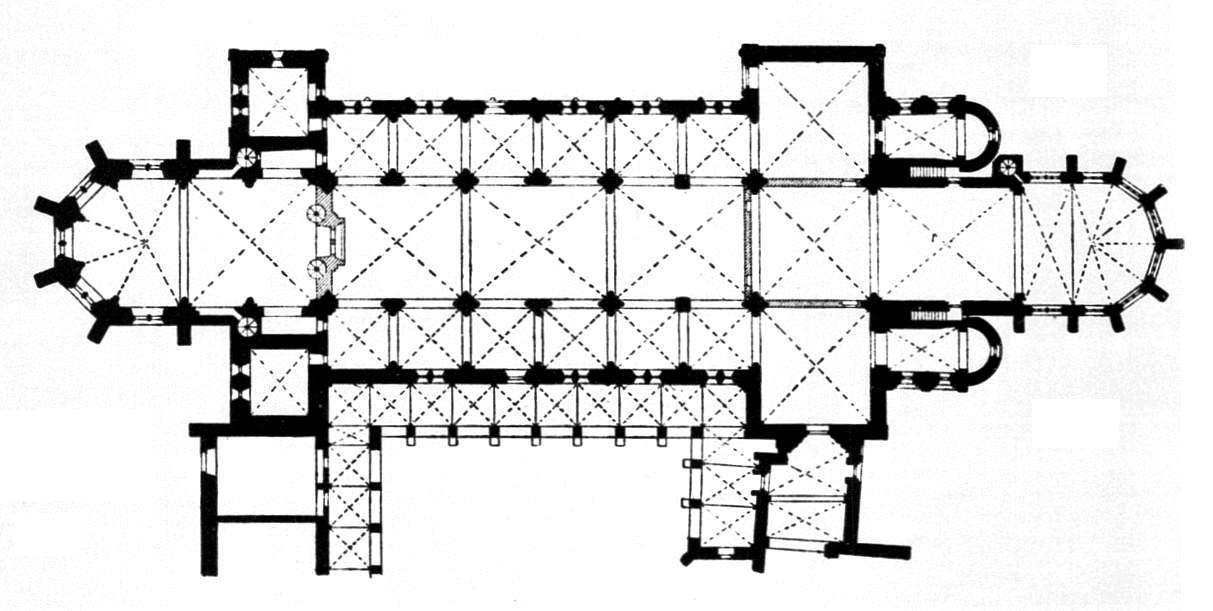
Progetto della cattedrale.

Fu nel 1028 che il papa Giovanni XIX concesse il diritto al nuovo villaggio di Naumburg, costruito all'inizio del secolo attorno ad una roccaforte ai marchesati di Misnia, di accedere al rango di sede episcopale, fino allora solo di Zeitz. La costruzione della nuova cattedrale iniziò qualche mese dopo, ad est della collegiata di Santa Maria. Venne consacrata nel 1044 dal vescovo Hunold di Merseburg e disposta sotto il patrocinio di San Pietro e di San Paolo. Il primo edificio, più piccolo dell'attuale, era a tre navate a forma di croce e di struttura basilicale. Due torri furono costruite ad est, a 7 m dall'attuale pontile-tramezzo gotico. Una piccola abside venne costruita tra le due torri, servendo da coro, al di sotto di una cripta. Le torri furono cintate da un muro ad ovest, dissimulando così il coro. Il portale principale si trovava a sud.

### La cattedrale romanica

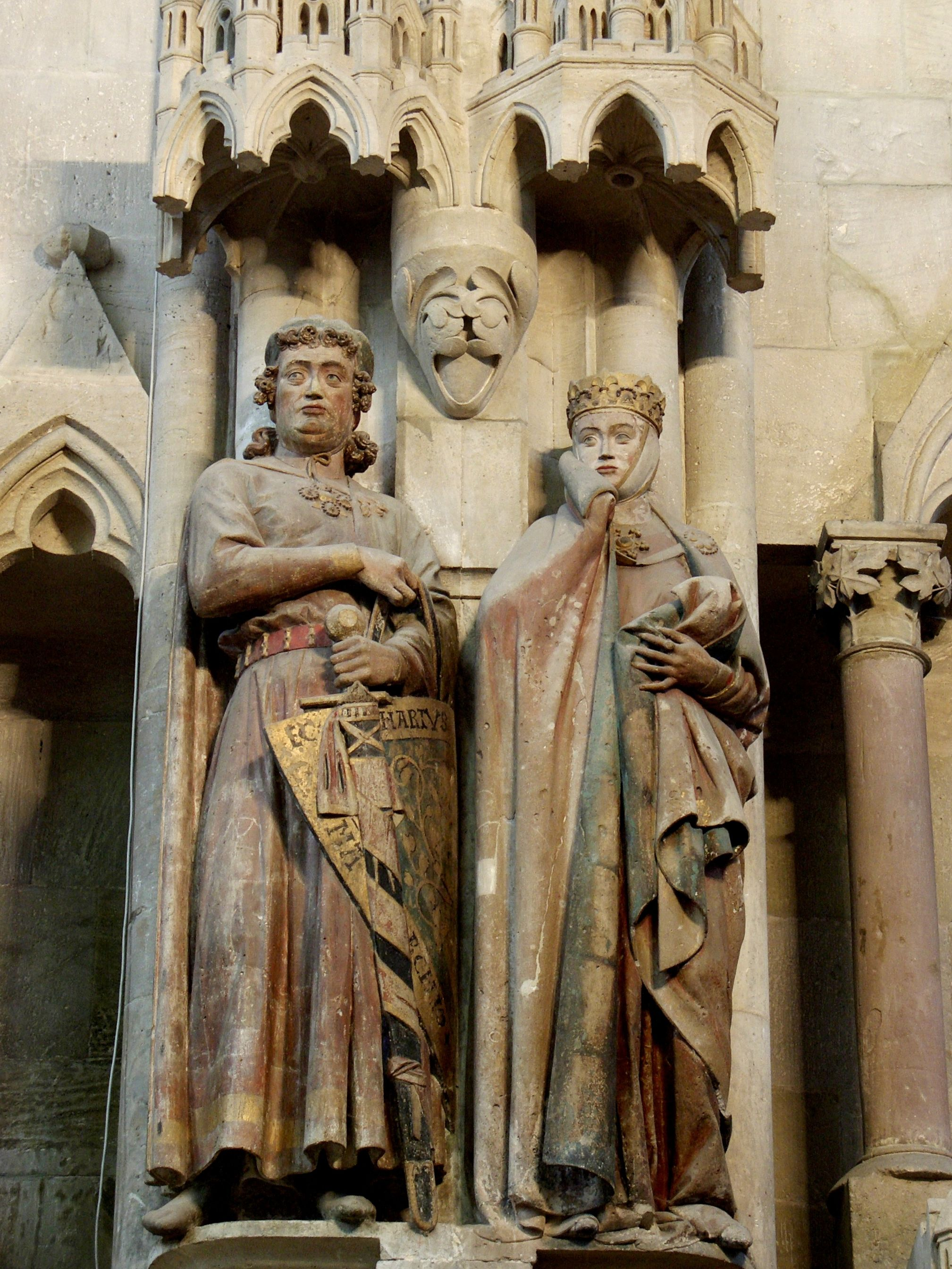
Statue del margravio Eccardo II margravio di Meißen e di sua moglie Uta di Ballenstedt, nel coro occidentale.

Fu sotto l'episcopato (1206-1242) di Engelhard di Naumburg che cominciarono nel 1210 i lavori della nuova cattedrale in stile tardo-romanico. La navata fu costruita per prima, poi la costruzione proseguì ad ovest dell'edificio. Il coro è stato costruito ad oriente, preceduto da un transetto e di un crocevia, al di sotto dei quali si trova una nuova cripta in tre parti. La consacrazione ebbe luogo il 29 giugno 1242, giorno della festa dei santi titolari.

### Il coro gotico

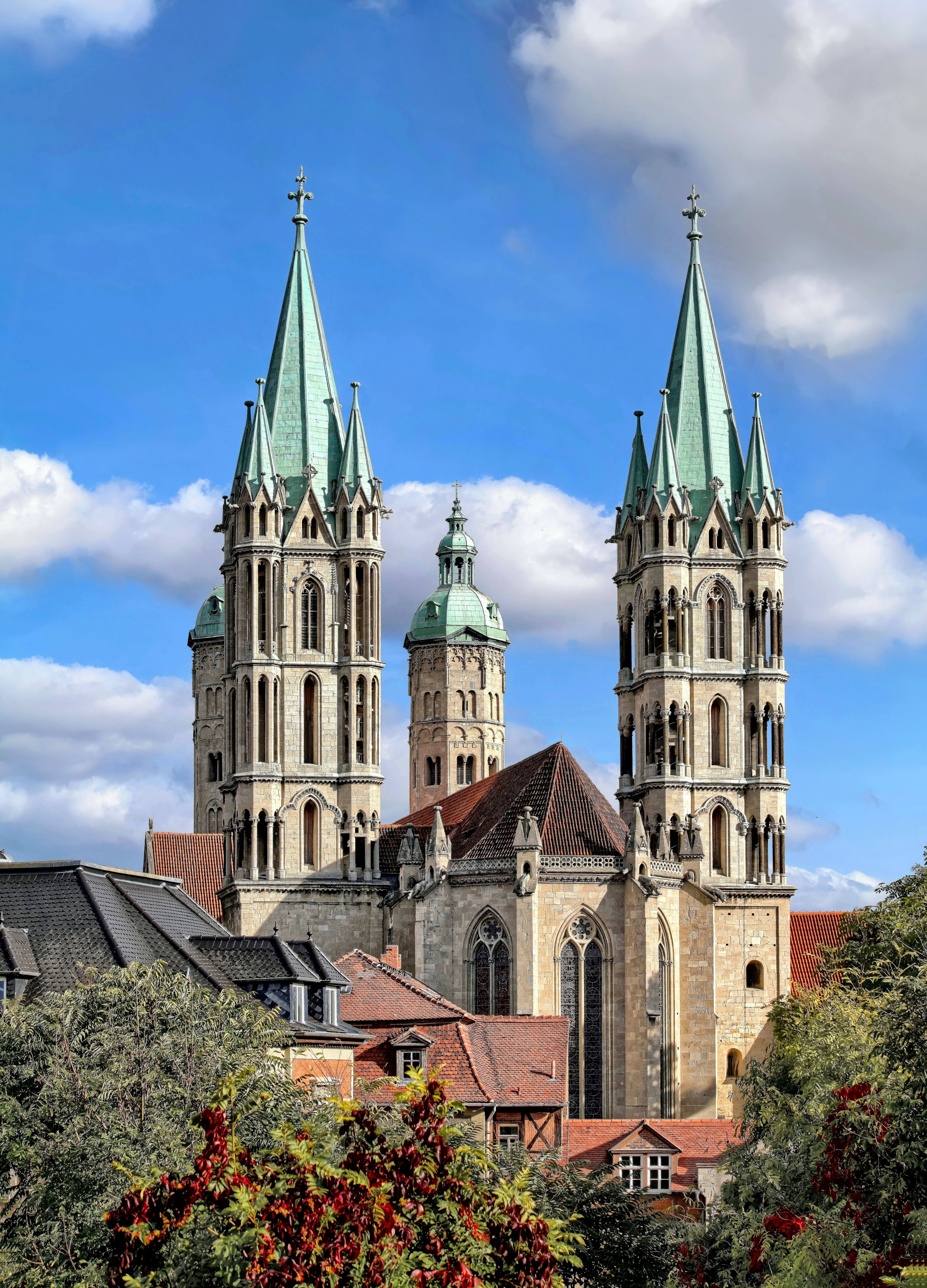
Veduta del coro gotico occidentale con le torri

Verso il 1250 il marchese Enrico l'Illustre dispose la costruzione di un coro supplementare ad ovest della cattedrale. È in un primitivo stile gotico e in pianta rettangolare con sei volte, ma il lato occidentale termina in un poligono di 5/8, illuminato da cinque finestre appuntite, dal quale emerge una torre da cui si può vedere la città di Meißen. Si accede al poligono da quattro alti passaggi.
Il coro occidentale è fermato da un pontile-tramezzo che lo separa dalla navata. È decorato da bassorilievi che rappresentano la Passione di Cristo e la Crocifissione. Il loro stile s'ispira allo statuario delle cattedrali di Noyon, di Reims e di Amiens, alle quali il maestro di Naumburg collaborò. 
Lo stesso maestro realizzò anche le sculture dell'esterno del Duomo, dodici statue dei fondatori e dei protettori della cattedrale. Celebre è quella della marchesa Uta, rappresentazione del gotico tedesco, che ispirò Walt Disney per il personaggio della perfida Grimilde nella fiaba "Biancaneve".